# Mohamed Madkour
Mohamed Madkour (em egípcio:  محمد مدكور; data de nascimento e morte desconhecido) foi um ciclista olímpico egípcio. Madkour representou sua nação nos Jogos Olímpicos de Verão de 1924, em Paris.